# Yūta Shimozawa
Yūta Shimozawa (japanisch 下澤 悠太 Shimozawa Yūta; * 4. September 1997 in der Präfektur Tokio) ist ein japanischer Fußballspieler.

## Karriere
Shimozawa erlernte das Fußballspielen in der Jugendmannschaft vom Erstligisten Kashiwa Reysol sowie in der Universitätsmannschaft der Hōsei-Universität. Seinen ersten Vertrag unterschrieb er 2020 bei Blaublitz Akita. Der Verein aus Akita spielte in der dritthöchsten Liga des Landes, der J3 League. 2020 wurde er mit Akita Meister und stieg in die zweite Liga auf. 2021 kam er in der zweiten Liga nicht zum Einsatz. Im Januar 2022 unterschrieb er in Miyazaki  einen Vertrag beim Drittligisten Tegevajaro Miyazaki.

## Erfolge
Blaublitz Akita
- J3 League: 2020